# Boretto

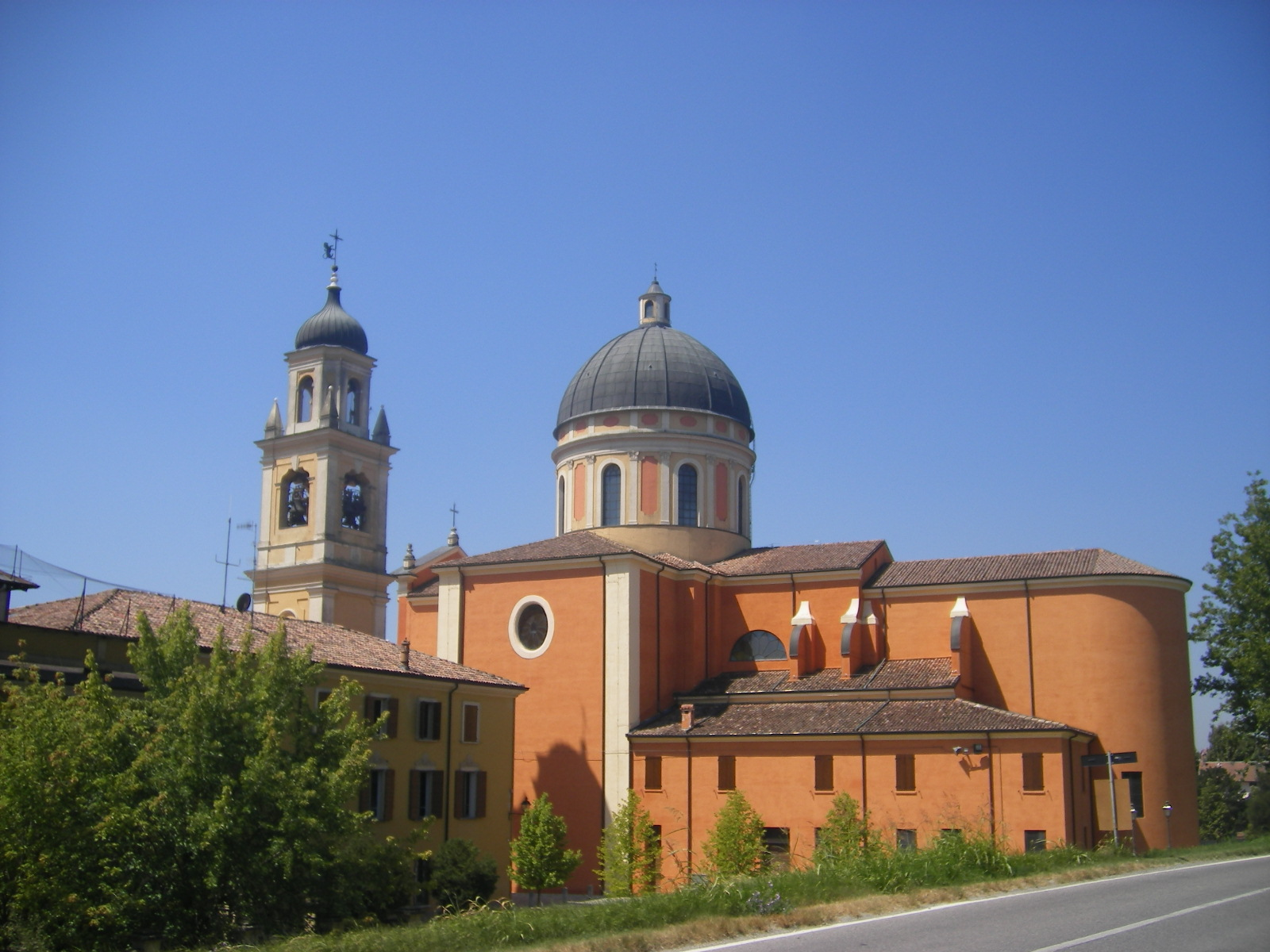
Kirche in Boretto

Boretto ist eine italienische Gemeinde (comune) mit 5314 Einwohnern (Stand 31. Dezember 2023) in der Provinz Reggio Emilia in der Emilia-Romagna. Die Gemeinde liegt etwa 18 Kilometer nordnordwestlich von Reggio nell’Emilia am Po. Boretto grenzt unmittelbar an die Provinz Mantua (Lombardei).

## Verkehr
Durch die Gemeinde führt die Strada Statale 62Var della Cisa von Sarzana nach Verona. Der Bahnhof von Boretto wird von Zügen auf der Strecke von Parma nach Suzzara bedient. Die frühere Strecke von Reggio nell’Emilia nach Boretto ist seit 1955 stillgelegt.

## Persönlichkeiten
- Artemide Zatti (1880–1951), römisch-katholischer Mönch, seliggesprochen
- Marcello Nizzoli (1887–1969), Designer (Olivetti)